# Costa do Marfim (álbum)
Costa do Marfim é o sétimo álbum de estúdio da banda brasileira de rock Cachorro Grande. O álbum foi gravado no estúdio Costa do Marfim, que batizou o disco, com o produtor Edu K em fevereiro de 2014 e com lançamento agendado para 15 de setembro de 2014.
A produção de Edu K trouxe novos ares à banda, fazendo deste álbum o mais experimental da carreira dos gaúchos, com elementos de música psicodélica, eletrônica, africana, além das longas durações de algumas das faixas.

## Faixas[3]
| N.º | Título                          | Música                       | Duração |  |
| 1.  | "Costa do Marfim"               | Cachorro Grande, Edu K       | 1:10    |  |
| 2.  | "Nós Vamos Fazer Você Se Ligar" | Beto Bruno, Marcelo Gross    | 10:54   |  |
| 3.  | "Nuvens de Fumaça"              | Marcelo Gross                | 4:50    |  |
| 4.  | "Eu Não Vou Mudar"              | Beto Bruno                   | 6:20    |  |
| 5.  | "Crispian Mills"                | Rodolfo Krieger, Edu K       | 4:58    |  |
| 6.  | "Use o Assento para Flutuar"    | Beto Bruno, Gabriel Azambuja | 6:09    |  |
| 7.  | "Como Era Bom"                  | Beto Bruno, Rodolfo Krieger  | 4:55    |  |
| 8.  | "Eu Quis Jogar"                 | Marcelo Gross                | 4:30    |  |
| 9.  | "Torpor partes 2 & 5"           | Beto Bruno, Edu K            | 8:19    |  |
| 10. | "O Que Vai Ser"                 | Marcelo Gross                | 4:30    |  |
| 11. | "Fizinhur"                      | Cachorro Grande, Edu K       | 4:49    |  |

## Créditos
Banda
- Beto Bruno - vocal
- Marcelo Gross - guitarra
- Rodolfo Krieger - baixo
- Gabriel Azambuja - bateria
- Pedro Pelotas - piano, teclado

Produtores executivos
- Edu K

Gravação
- Trompete em “Torpor partes 2 & 5″: Ricardo Spencer.
- Backing vocals em “Eu quis jogar”: Denise Gadelha e Nina Cavalcanti.
- Masterizado para formato analógico por Tim Turan, em Oxford, Inglaterra (2014).

Encarte
- Fotografia e capa por Cisco Vasques